# Coimbra Bueno
Jerônimo Coimbra Bueno, mais conhecido como Coimbra Bueno, (Rio Verde, 19 de maio de 1910 — 17 de setembro de 1996) foi um engenheiro, empresário e político brasileiro, que foi governador de Goiás e senador pelo mesmo estado.

## Primeiros anos
Filho de um fazendeiro e comerciante, era descendente de tradicionais famílias brasileiras. Formou-se na Escola de Engenharia da Universidade do Brasil do Rio de Janeiro em 1933, especializando-se em urbanismo.

## Carreira política

### Primeiro cargo político
Nomeado para a Superintendência Geral de Obras de Goiânia em 1934, criou com seu irmão a empresa Coimbra Bueno e Cia., que foi a responsável pelos trabalhos de construção da nova capital do estado de Goiás, inaugurada em 1935. Em 1938, obteve a concessão de uma rodovia interestadual que interligava a economia do sul de Goiás a São Paulo pelo Triângulo Mineiro.

### Diretório Regional da UDN e Governo de Goiás
Com o fim do Estado Novo, fundou o Diretório Regional da União Democrática Nacional, ao lado de Ana Pereira Braga, em 1945. No ano seguinte, concorreu ao governo do estado em janeiro de 1947 pela UDN. Vencendo José Ludovico de Almeida, governou o estado de 1947 a 1950.

### Senador por Goiás
Elegeu-se senador em outubro de 1954 por Goiás, concorrendo pela coligação UDN-PSP. Permaneceu 8 anos no cargo, seus projetos foram mais voltados para publicações bibliográficas do Senado.

### Breve retorno à política
Depois de seu mandato senatorial, Bueno permaneceu no ramo empresarial pessoal até o começo do fim da ditadura militar.A partir desta época, em 1982, tentou uma vaga para a Câmara dos Deputados pelo PDS, obtendo apenas a suplência. Efetivamente, após a derrota eleitoral, Coimbra Bueno permaneceu afastado da vida política.

## Morte
Em 17 de setembro de 1996, Jerônimo Coimbra Bueno faleceu aos 86 anos de idade.